# Šošonské vodopády
Šošonské vodopády (anglicky Shoshone Falls) jsou vodopády ve Spojených státech amerických. Nacházejí se na řece Snake 4 km od města Twin Falls ve státě Idaho, jsou vysoké 65 metrů a celková šířka oblouku činí 282 metrů. Průtok se pohybuje od 8,5 m³/s do 570 m³/s; nejvyšší stav vody je na jaře, protože hlavním zdrojem je sníh tající v horách.
Vodopády vznikly před zhruba patnácti tisíci lety v důsledku katastrofálních záplav doprovázejících zánik jezera Bonneville. Vodopády jsou nepřekonatelnou překážkou pro anadromní migraci lososů a dalších ryb.
Jsou pojmenovány podle domorodého kmene Šošonů, první písemnou zprávu o nich podal v roce 1847 kanadský misionář Augustin-Magloire Blanchet. K osídlení okolního kraje přispěl objev zlata v roce 1869. V roce 1907 byla nad vodopády postavena přehrada, využívaná k zavlažování i výrobě energie.
Šošonské vodopády jsou populární turistickou atrakcí zvanou „Niagara západu“. Dne 8. září 1974 se zdejší kaňon pokusil přeskočit Evel Knievel na stroji Skycycle X-2; skok se mu nezdařil, vyvázl však jen s drobnými zraněními a na památku jeho pokusu byl odhalen pomník nedaleko mostu Perrine Bridge.